# Bridge over Troubled Water (canción)
«Bridge over Troubled Water» —en español: «Puente sobre aguas turbulentas»— es la canción que da título al álbum homónimo del dúo estadounidense Simon and Garfunkel. La canción fue lanzada el 26 de enero de 1970 aunque apareció en el álbum en vivo Live 1969, que fuera lanzado en 2008. Alcanzó el número uno en la lista de Billboard Hot 100 el 28 de febrero de 1970, y se mantuvo allí por seis semanas. «Bridge over Troubled Water» también alcanzó el Hot Adult Contemporary Tracks en Estados Unidos por seis semanas. La revista Rolling Stone colocó la canción en el número 47 de Las 500 mejores canciones de todos los tiempos según Rolling Stone.
La canción fue escrita por Paul Simon y cantada íntegramente por Art Garfunkel; Simon aparece de fondo. Garfunkel le insistió a Simon que cantara, pero este prefirió no hacerlo. Posteriormente Simon declararía que se lamentaba de ello. En el momento de escribir la canción ya había tensiones entre ambos miembros del dúo, que a la postre llevarían a la separación del mismo.

## Composición y grabación
Simon escribió la canción en 1969 mientras Garfunkel estaba en Guaymas, Sonora, México filmando la película Catch-22. Originalmente la canción tenía dos versos y letras distintas. Simon la escribió específicamente para Garfunkel y sabía que sería para piano. Las letras del coro estaban inspiradas en parte en la frase de Claude Jeter «I'll be your bridge over deep water if you trust in my name» —«Seré tu puente sobre agua profunda si confías en mi nombre»— que Jeter cantó con su grupo, Swan Silvertones, en la canción de 1958 «Mary Don't You Weep».
A Garfunkel le gustaba el falsetto de Simon en el demo y sugirió que él cantara. Tanto Garfunkel como el productor Roy Halee pensaban que la canción necesitaba un tercer verso y más sonido hacia el final de la misma. Simon estuvo de acuerdo y escribió el verso final, aunque pensaba que no tenía cohesión con los versos anteriores. Simon se inspiró para escribir el verso final en su esposa, Peggy Harper, quien notó su primer cabello gris —«Sail on, silvergirl»—.
Los dos primeros intentos de Garfunkel para grabar la canción fracasaron. Finalmente se grabó antes el último verso en Los Ángeles y posteriormente se grabaron los dos primeros en Nueva York. La primera vez que se escuchó en público parte de la canción fue el 30 de noviembre de 1969, cuando fue incluida en la banda de sonido de un especial de televisión de una hora realizado por CBS acerca del dúo; la música apareció como fondo en un videoclip con John F. Kennedy, Robert Kennedy y Martin Luther King, Jr.
Larry Knechtel pasó cuatro días trabajando en los arreglos en el piano. Garfunkel realizó los acordes intermedios del piano entre los versos mientras trabajaba con Knechtel.

## Premios
El sencillo ganó el Grammy a la mejor grabación del año y Grammy a la canción del año en los Premios Grammy de 1971, en los que el álbum consiguió varios premios también.

## Versiones por otros artistas

### Aretha Franklin
Una versión de inspiración góspel de Aretha Franklin, de su álbum Aretha Live at Fillmore West, alcanzó el número uno en la lista R&B de Estados Unidos y el número seis en la lista oficial de sencillos. Posteriormente también ganó el Premio Grammy a la mejor interpretación vocal de R&B femenina en los Grammy de 1972. Su interpretación en vivo de la canción en los Grammy fue lanzada en el álbum de 1994 Grammy's Greatest Moments Volume III.

### Elvis Presley
Elvis Presley grabó una versión en Nashville el 5 de junio de 1970, y fue lanzada en el álbum de 1970 That's the Way It Is. Fue incluida en su repertorio en su siguiente gira en Las Vegas y en el lanzamiento teatral original en la cena del 11 de agosto. Durante esa temporada en Las Vegas, Paul Simon asistió a uno de los espectáculos y, luego de ver a Elvis interpretar la canción, se informa que dijo: 

Eso es, bien podríamos darnos ya todos por vencidos.

 Presley continuó interpretando la canción en sus presentaciones en vivo, inclusive en su presentación final en Indianápolis el 26 de junio de 1977. Otra interpretación en vivo apareció en el documental de los ganadores del Globo de Oro Elvis on Tour, filmado en el Greensboro Coliseum en Greensboro, Carolina del Norte, el 14 de abril de 1972.
En la versión de estudio, Robert Matthew Watson escribió en su libro Heartbreak Hotel: 

El excepcional canto de Presley no está disfrazado. Esta es una versión fabulosa, que arde con la sinceridad y el poder, y encuentra profundidades no reveladas por los compositores.

### Linda Clifford
Linda Clifford, la protegida de Curtis Mayfield cantó una versión disco de "Bridge Over Troubled Water" en su álbum Let me be your woman en marzo de 1979. Esta versión de 10:20 de duración fue producida por Gil Askey (trompetista de jazz y director musical de muchos actos de Motown) y mezclado por Jimmy Simpson, hermano de Valerie Simpson de Ashford and Simpson. La canción tuvo dos particularidades: fue la primera de tempo 132 bpm (considerado el tempo ideal para bailar disco) siendo que la original de Simon and Garfunkel es de 82 bpm y la versión de Aretha Franklin es de 76 bpm. También fue la primera vez que la canción fue versionada en un tempo rápido. Alcanzó el número 11 en Estados Unidos, pop #41, R&B #49 y #28 en Reino Unido.

### Bonnie Tyler
«Bridge over Troubled Water» fue grabada en el año 1995 por la cantante galesa Bonnie Tyler para su undécimo álbum de estudio Free Spirit.

### Otras versiones destacables
- The Supremes grabaron una versión en 1970.
- Dionne Warwick, Gladys Knight, BeBe Winans y CeCe Winans interpretaron la canción en el Family Night Special en 1991.
- The Jackson 5 grabaron una versión en su álbum Third Album en 1970, el mismo año en que lo hizo Nana Mouskouri.
- Roberta Flack versionó la canción en su álbum Quiet Fire en 1971.
- Neil Sedaka la combinó con la canción popular irlandesa "Danny Boy" en su álbum de 1974 On Stage en Australia.
- Además de la versión góspel de Aretha Franklin, Buck Owens y los Buckaroos crearon una versión para el mercado del música country. A pesar del sonido Bakersfield usual de Owens, su versión alcanzó el top 10 de la lista Billboard Hot Country Songs en marzo de 1971. Otra versión de 1971 fue hecha por Shirley Bassey en su álbum Something Else.
- Jimmy London grabó una versión reggae en 1972.
- Willie Nelson grabó la canción en su álbum de 1982 Always on My Mind. La interpretó durante la ceremonia de cierre de los Juegos Olímpicos de Salt Lake City 2002 en Salt Lake City, Utah.[12]
- En la temporada 13 de Saturday Night Live Jan Hooks y Nora Dunn le cantaron una parodia de la misma a Simon, quien era el anfitrión del programa.
- A finales de 1982, Camilo Sesto adaptó el tema al español con el nombre "Puente Sobre Aguas Turbulentas" y lo incluyó para el álbum Con ganas.
- En 1990, Whitney Houston interpretó el tema en directo junto a la vocalista Natalie Cole en una aparición televisiva conjunta.
- En 1994, el saxofonista Richard Elliot la grabó para el álbum After Dark.[13] En 2001, la canción fue seleccionada para el álbum compilatorio de baladas Ballads.
- En 1995, Whitney Houston interpretó de nuevo el tema en directo en VH-1 Honors, a dúo con Cece Winans.
- En 1997, LeAnn Rimes la grabó para el álbum You Light Up My Life: Inspirational Songs.
- En 1999, Anne Murray la grabó para el álbum What A Wonderful World.
- En 2001, Russell Watson la grabó para el álbum The Voice.
- En 2002, Kerli la cantó para la competencia Estonia Laulukarussell, la cual ganó.
- En 2003, Johnny Cash grabó junto a Fiona Apple su versión para el álbum American IV: The Man Comes Around.
- También en 2003, el cantante estadounidense surgido de American Idol, Clay Aiken grabó su versión la cual alcanzaría el número 1 en Canadá[14] y obteniendo el disco de platino en los Estados Unidos.[1]
- Así mismo, en 2003, Los Berrones la versionaron a su estilo folk asturiano (Puente sobre agües braves) para el disco República Independiente de Tolivia contando con la colaboración de Anabel Santiago.
- En 2004, Michael W. Smith la grabó para el álbum Healing Rain.
- En 2009, Il Divo
- En 2011, Zakk Wylde incluyó una versión en el álbum The Song Remains Not The Same de su banda Black Label Society.
- En 2012 las integrantes de Celtic Woman Chloë Agnew, Lisa  Lambe y Lisa Kelly interpretaron el tema para su álbum Believe
- En 2018, fue un sencillo para el álbum Bridges de Josh Groban.
- En 2020, Matt Bellamy de la banda Muse, lanzó una versión como solista de esta canción por medio de sus redes sociales.
- En 2021, The Neal Morse Band, grabaron una versión de esta canción en su álbum, Innocence & Danger.

## Posición en las listas
| Lista (1970)                                    | Mejor posición |
| ----------------------------------------------- | -------------- |
| Canadian RPM Top Singles                        | 1              |
| Canadian RPM Adult Contemporary Tracks          | 1              |
| Lista de sencillos de Nueva Zelandia            | 1              |
| Lista de sencillos del Reino Unido              | 1              |
| Billboard Hot 100 de Estados Unidos             | 1              |
| Hot Adult Contemporary Tracks de Estados Unidos | 1              |
| Lista de sencillos de Australia (Go-Set)        | 1              |
| Lista de sencillos de Australia (Kent)          | 2              |
| Lista irlandesa de sencillos                    | 2              |
| Lista alemana de sencillos                      | 3              |
| Top 40 de Austria                               | 4              |
| Top 40 de Holanda                               | 5              |
| Lista suiza de sencillos                        | 5              |
| Lista noruega de sencillos                      | 7              |
| Lista de sencillos de Francia                   | 10             |